# Aaron Johnson (koszykarz)
Aaron Westley Johnson (ur. 27 października 1988 w Englewood) – amerykański koszykarz, występujący na pozycji rozgrywającego.
W lipcu 2016 został zawodnikiem BM Slam Stali Ostrów Wielkopolski.

## Osiągnięcia
Na podstawie, o ile nie zaznaczono inaczej.
NCAA
- Uczestnik turnieju NCAA (2011)
- Mistrz sezonu regularnego konferencji USA (2011)
- Zawodnik roku konferencji USA (2011)[4]
- Zaliczony do:
  - I składu:
    - konferencji USA (2011)
    - defensywnego konferencji USA (2010, 2011)

  - II składu All-District (11. według NABC – 2011)
  - III składu konferencji USA (2010)
- Lider NCAA w asystach (2011)[5]

Drużynowe
- Mistrz ligi łotewsko-estońskiej (2019)[6]
- Wicemistrz:
  - Polski (2018)
  - Finlandii (2015)
  - Łotwy (2019)[6]
- Brązowy medalista mistrzostw:
  - Polski (2017)[7]

Indywidualne
- MVP miesiąca PLK (marzec (2017)[8]
- Uczestnik meczu gwiazd II ligi włoskiej (2012 – Legadue SuisseGas All-Star Game)
- Zaliczony do:
  - I składu EBL (2018)[9]
  - II składu PLK (2017 według dziennikarzy)[10]
- Lider w asystach :
  - PLK (2017, 2018)[11]
  - ligi łotewskiej (2019)[6]